# 圓極限IV

《圓極限IV》, Circle Limit IV, 1960

圓極限IV又稱天堂和地獄（英語：Circle Limit IV）是M. C. 埃舍爾（M. C. Escher，又譯艾雪）在1960年7月完成的木刻版畫。是艾雪一系列圓極限題作的四樣作品的其中之一，表達了對於龐加萊所描述的雙曲空間的感受。荷蘭數學物理學家布魯諾·恩斯特稱它是“最好的四個”，其中圓極限IV被認為是埃舍爾最具有大師風範的作品之一。
該作品中包含了天使與蝙蝠，天使代表了天堂，蝙蝠象徵著惡魔，代表地獄，並以八角化六階正方形鑲嵌的對稱性繪製重複無窮次於雙曲龐加萊圓盤模型上。
圓極限IV為艾雪圓極限系列的最後一件作品。

## 設計
其作品為黑色和褐色，直徑為41.6公分，天使和蝙蝠充滿了整個鑲嵌佈局平面。天使和蝙蝠的的位置是经过精心设计计算的，不只能位於八角化六階正方形鑲嵌的頂點上，也能是六階正方形鑲嵌或四階六邊形鑲嵌，其屬於 (6,4,2) 三角群，並具有 [4+,6] 的對稱性。